# Хинденбург (линеен крайцер, 1915)
Хинденбург (на немски: SMS Hindenburg) е линеен крайцер на Германския императорски военноморски флот от Първата световна война. В немската литература се смята за трети кораб от серията крайцери „Дерфлингер“.
В своята конструкция има много различия, за това в англоезичната литература се отделя в различен тип. В сравнение с „Дерфлингер“ има незначително усилено брониране. По-дълъг с 2 метра и е с по-голяма водоизместимост от 300 тона. Външно „Хинденбург“ се отличава от „Дерфлингер“ с допълнителната двойка 150-мм оръдия в каземата и триногата си мачта с по-малко разстояние между страничните опори.
Достроява се в течение на войната; става последния голям боен кораб на Кайзерлихе Марине. Влиза в строй прекалено късно, за да може да вземе участие в бойните действия заедно с другите германски линейни крайцери. С края на войната „Хинденбург“ е интерниран, заедно с другите кораби от Флота на откритото море през 1918 г. е преведен в Скапа Флоу на Оркнейските острови и впоследствие, през 1919 г. е потопен от екипажа си. Изваден е през 1930 г. от компанията на Ърнест Кокс и е разкомплектован за метал.

## История на разработването и строителството
Големият крайцер по програмата за 1913 г. е планиран за замяна на бронепалубния крайцер „Херта“, за това до спускането му на вода и получаването на собствено име се води в документите като „Ersatz Hertha“. Той трябва да бъде третия кораб от типа „Дерфлингер“, но в конструкцията са внесени ред изменения. За това в някои от работите по историята на флота той се определя като отделен тип. Работите по проектирането на новия крайцер вървят от май до октомври 1912 г. Средствата за построяването му са утвърдени от Рейхстага през 1913 г.

## Конструкция

### Корпус
В сравнение с „Дерфлингер“ водоизместимостта нараства с 300 т – нормалната достига 26 947 т, а пълната – 31 500 т. Крайцерът има по-дълга кърма, за сметка на което дължината между перпендикулярите нараства до 212,8 м, а по КВЛ – до 212,5 м. Корпусът, както и на „Лютцов“, е разделен на 17 водонепроницаеми отсека. Двойно дъно има на 65% от дължината на кораба.
В сравнение с британските линейни крайцери „Хинденбург“ получава по-мощно брониране. Основните отличия се заключават в това, че германските крайцери изначално са планирани за линеен бой, за това мореходността и удобството за обитание на екипажа са принесени в жертва. Так например, при сравнение с британския „Тайгър“ се вижда, че бронирането е усилено за сметка на по-малкото тегло на корпуса и силовата установка. За увеличаване на неговата мореходност „Тайгър“ има по-висок борд. В допълнение към това на „Хинденбург“ се използва смесената схема за силов набор на корпуса, за това той е по-лек. Независимо от по-ниското тегло на силовата установка, за сметка на използването на котли с тръбички малък диаметър скоростта на двата кораба е съпоставима. Германските 305-мм оръдия са малко по-леки и по-слаби от британските 343-мм, но „Хинденбург“ в крайна сметка се получава много по-балансиран по критерия „защита/нападение“.
| Разпределение на тегловото натоварване в проценти към проектната водоизместимост | Разпределение на тегловото натоварване в проценти към проектната водоизместимост | Разпределение на тегловото натоварване в проценти към проектната водоизместимост |
|                                                                                  | „Хинденбург“                                                                     | „Тайгър“                                                                         |
| -------------------------------------------------------------------------------- | -------------------------------------------------------------------------------- | -------------------------------------------------------------------------------- |
| Корпус                                                                           | 30,7                                                                             | 34,3                                                                             |
| Въоръжение, с бронирането на кулите                                              | 13,2                                                                             | 12,65                                                                            |
| Брониране                                                                        | 34,1                                                                             | 25,9                                                                             |
| СУ и спомагателни механизми                                                      | 13,7                                                                             | 20,7                                                                             |

Отчетен е и опитът от бойните действия, за това противоторпедни мрежи не са поставяни. Но „ахилесовата пета“ на основния проект си остава на място – неприкрития от противоторпедната преграда голям отсек за бордовите торпедни апарати, който става причина за гибелта на „Лютцов“. Външните разлики спрямо „Дерфлингер“ са триногата мачта с по-тясно разположени опори, с четвърт неприкритите с кожуси комини, с удължения по краищата. Прожекторите са пренесени на странични площадки на триногата мачта.
В различното време екипажът наброява от 1112 до 1182 души.

### Въоръжение
„Хинденбург“ получава същите осем 305-мм оръдия SK L/50, разположени в четири кули по линейно-терасовидната схема. Обаче кулите вече са образец от 1913 г. В тях са поставени нови далекомери с база 7,8 м вместо 3,05 м на „Дерфлингер“. Изменено е положението на погребите. Всички снарядни погреби вече се намират под зарядните. Елеваторите за снаряди излизат направо в бойното отделение на кулата. Елеваторите за зарядите подават на два етапа, с претоварване в работното отделение. В кулите „В“ и „С“ има възможност за разтоварване на снарядите на горната и бронираната палуби. Ъгълът на възвишение на оръдията е увеличен до 16°, а за управлението на артилерийската стрелба се използват жироскопните прибори на Петравик.
Както и при „Лютцов“, противоминният калибър е представен от четиринадесет 150-мм оръдия 15 cm/45 SK L/45. Те са разположени в брониран каземат на установки MPL C/13. Към момента на приключване на строежа на „Хинденбург“ са поставени четири зенитни 88-мм оръдия Flak L/45, монтирани около носовия комин. Торпедното въоръжение, както и на „Лютцов“, се състои от четири подводни 600-мм торпедни апарата – по един в носа, кърмата и по бордовете пред носовата кула на главния калибър. Боезапасът торпеда е увеличен до 16.

### Брониране
Бронирането не претърпява съществени изменения. То е изпълнено от круповска цементирана броня. Главният брониран пояс с дебелина 300 мм постепенно изтънява до 220 мм при горната палуба (на „Дерфлингер“ до 230 мм). Зад кула „А“ в носа поясът е увеличен до дебелина 120 мм, завършващ на 16 м от форщевена с преграда дебела 120 мм. След това до форщевена има пояс с дебелина 30 мм. В кърмовия край поясът има дебелина 100 мм, завършва на 7 м от ахтерхщевена.
Бронирането на кулите е малко по-усилено. Челната плоча и задната стена остават с 270-мм дебелина. Страничните стени имат дебелина 270 мм вместо 220 мм. Предната наклонена плоча на покрива има наклон 30° и дебелина 150 мм. Барбетите на кулите са с дебелина 260 мм. Дебелината на покрива на броневата рубка е увеличена до 150 мм.

### Силова установка
18 парни котела военноморски тип с налягане на парата 16 – 18 атмосфери са разположени в дванадесет помещения. Шестте котелни отделения са разделени от водонепроницаема преграда по диаметралната плоскост на 12 отсека. Разположението на котлите е различно спрямо „Дерфлингер“. В първите две има по един котел с нефтено отопление. Следват четири с по два котела с въглищно отопление във всяко. Зад тях са две, с по два нефтени котела. След това има още две с по два котела на въглища. В последните две се намират по един котел на въглища. Всички котли с въглищно отопление имат инжектори за впръскване на нефт.
Турбинната установка има номинална мощност от 72 000 к.с., задвижваща четири трилопастни винта с диаметър 4 метра. По проект максималната скорост трябва да бъде 27 възела. На изпитанията, при газене по-малко от проектното с 0,75 м, машинната установка на крайцера дава 95 777 к.с. при честота на въртене на винтовете 290 об/мин. Изпитанията се провеждат на плитководната Белтска мерна миля. Вълновото съпротивление на кораба на плиткото рязко нараства (газене 9 метра при дълбочина на морето 35 метра). За това е достигната скорост само от 26,6 възела. Според изчисленията в дълбока вода крайцерът ще може да развие скорост от 28,5 възела.
Запасът гориво е увеличен до 3700 т въглища и 1200 т нефт. Това трябва да осигури максимална далечина от 6100 мили на 14 възела.
В сравнение с британския „Тайгър“ на „Хинденбург“ обемът на корпуса, зает от силовата установка, е използван по-рационално. Това става както за сметка на използването на котли с тръбички малък диаметър, така и благодарение на по-плътната компоновка. наистина, при експлоатацията това се отразява като определени неудобства за екипажа, работещ в тесните помещения. Това обстоятелство, а също използването на въглищните котли с тънки тръби води до повече шлака в котлите и падане на скоростта при продължително поддържане на максимален ход.
| Параметри на силовата установка               | Параметри на силовата установка | Параметри на силовата установка |
|                                               | „Хинденбург“                    | „Тайгър“                        |
| --------------------------------------------- | ------------------------------- | ------------------------------- |
| Номинална мощност на силовата установка, к.с. | 72 000                          | 85000                           |
| Проектна скорост, въз.                        | 27                              | 28                              |
| Котелни отделения                             |                                 |                                 |
| Обем, м³                                      | 6895                            | 9230                            |
| Площ на пода, м²                              | 881                             | 1106                            |
| Машинни отделения                             |                                 |                                 |
| Обем, м³                                      | 2954                            | 6731                            |
| Площ на пода, м²                              | 475                             | 646                             |

## Строителство
Крайцера с названието „Ерзац Херта“ е заложен в държавната корабостроителница във Вилхелмсхафен на 30 юни 1913 г. и получава строителния номер 34. След началото на Първата световна война работите за построяването силно се забавят. Корабостроителницата е заета с преоборудването на корабите от резервния флот за активни бойни действия. За това спуска на вода е едва на 1 август 1915 г.
При спускането на вода крайцерът получава името „Хинденбург“ в чест на известния военачалник Паул фон Хинденбург – пруски генерал-фелдмаршал, участник във Френско-пруската война (1870 – 1871), от 1914 г. командващ Източния фронт. Впоследствие строежа също се води с бавни темпове, тъй като корабостроителницата е заета с ремонта на повредените в бой кораби, особено след Ютландското сражение. Също, по данни на британското разузнаване, част от материалите за „Хинденбург“ е използвана за ремонта на „Дерфлингер“. Към януари 1917 г., след обявяването на неограничената подводна война, строителството на големи надводни кораби е спряно. Но това не засяга „Хинденбург“. Германският флот изпитва остър дефицит от бързоходни силно въоръжени капитални кораби, необходимостта от които показват морските сражения. Освен това, че закона за флота ограничава строителството на линейни крайцери и в Ютландското сражение е загубен „Лютцов“. За това и работите над „Хинденбург“ са продължени, и той става последния въведен в строй капитален кораб на императорския флот. През април 1917 г. корпусът на дострояващия се „Хинденбург“ е повреден от излизащия от дока линкор „Хелголанд“.
Стапелният период на постройката продължава 22 месеца, а дострояването на вода – 21 месеца. Стойността на строежа съставя 59 милиона марки или по курса от онова време 29,5 милиона рубли в злато. На 10 май 1917 г. крайцерът е готов за изпитанията, и на него са вдигнати флага и вимпела. Ходовите изпитания са завършени на 20 август. А към 25 октомври 1917 г. „Хинденбург“ завършва курса за индивидуална подготовка и преминава от Кил във Вилхелмсхафен, където е въведен в състава на Флота на откритото море.

## Командири на кораба
В различно време кораба командват:
- капитан цур зее[„Коментари“ 7] Карпф (май 1917 г. – ноември 1917 г.)
- корветен-капитан[„Коментари“ 8] Олдекоп (юли 1917 г. – временно изпълняващ длъжността)
- капитан цур зее Ебериус (ноември 1917 г. – януари 1918 г.)
- капитан цур зее Хилдебранд (февруари 1918 г. – ноември 1918 г.)
- корветен-капитан Хейден (от ноември 1918 г., в периода на интернирането)

## История на службата

### В състава на Флота на откритото море
От 26 октомври крайцерът се намира в пълна бойна готовност. От 6 ноември в състава на 1-ва разузнавателна група той се включва в бойната охрана и стражевата служба в Немския залив (German Bight). Освен него в състава на групата влизат всички останали линейни крайцери на немския флот – „Дерфлингер“, „Зайдлиц“, „Молтке“ и „Фон дер Тан“. Първият боен поход „Хинденбург“ извършва на 17 ноември в помощ на крайцерите на фон Ройтер, влезли в бой с превъзходящите британски сили по време на т.нар. втора битка в Хелголандския залив. Но линейните крайцери „Хинденбург“ и „Молтке“ пристигат към мястото на боя след края му, когато британските кораби вече са си тръгнали.
На 23 ноември 1917 г. „Хинденбург“, сменяйки „Зайдлиц“, става флагман на вицеадмирал Франц фон Хипер. Но още на 24 ноември Хипер пренася своя флаг на борда на стария крайцер „Ниобе“, който е блокшив, който и дотогава е повечето време флагман. Хипер командва общото командване на охраната на Немския залив, което е по-удобно да се прави от стоящия на място стар крайцер. „Хинденбург“ по това време осъществява охрана и носи стражева служба.
След успешното нападение на германските крайцери „Брумер“ и „Бремзе“ над един от скандинавските конвои британците започват да използват за охраната им големи сили, включая линейни крайцери. За това и германският флот, за да може да продължава атаките над конвоите, е необходимо да използва големи бойни кораби. От 23 до 25 април 1918 г. „Хинденбург“, под флага на Хипер, участва в похода на Флота на откритото море в северната част на Северно море с цел атака на един от конвоите. Операцията е разчетена така, че да се прехване конвоя, тръгването на който е планирано за 24 април. Непосредствената атака трябва да се осъществява от линейните крайцери на 1-ва разузнавателна група – „Хинденбург“, „Зайдлиц“, „Молтке“, „Дерфлингер“, „Фон дер Тан“, четирите леки крайцера на 2-ра разузнавателна група и миноносци от 2-ра флотилия. Предполагайки и среща с част от Гранд Флийта, за поддръжка на операцията в морето излиза и целия Флот на откритото море. Но походът завършва с неуспех. Първо, поради авария на турбините на „Молтке“ той приема 2000 т вода, лишава се от ход, известно време плава буксир след линкора „Олденбург“, а при завръщането си е атакуван от английската подводна лодка Е-42. Второ, германския щаб не уцелва датата на тръгване на конвоя, и той, отплавайки още на 22 април, благополучно достига брега на Британия, разминавайки се с крайцерите на Хипер.
От 29 юни 1-ва разузнавателна група, начело с „Хинденбург“, охранява тралчиците при излизането на голяма група подводни лодки по „маршрут 500“.
След назначението на Райнхард Шеер за началник на морския генерален щаб е създадена специална служба за охрана на Северно море, и командващия 1-ва разузнавателна група е освободен от тази задачи. Самия Хипер е повишен в звание до адмирал и е назначен, на 11 август 1918 г., за командващ Флота на откритото море. Командващ 1-ва разузнавателна група става неговия младши флагман контраадмирал Ройтер.
Новият командващ, от 12 август, държи своя флаг на „Хинденбург“. През октомври 1918 г. флотът се готви за излизане. Планира се да се извърши набег над крайбрежието на Великобритания, в който линейните крайцери на 1-ва разузнавателна група трябва да обстрелят устието на Темза и примамят от базите Гранд Флийт далеч на юг в минните полета. На пътя си британските кораби трябва да бъдат атакувани от голям брой подводни лодки. След това трябва да се включат и линкорите на Флота на откритото море. Но към 1918 г. Гранд Флийт е като минимум двойно по-силен от германския флот, и немските моряци виждат тази атака като самоубийствена. За това, когато на 28 октомври постъпва заповедта за излизане в морето, на линкорите „Хелголанд“, „Тюринген“ и няколко от линейните крайцери избухва въстание. Походът на флота е отменен, и на 2 ноември „Хинденбург“ влиза за ремонт, а Ройтер пренася своя флаг на „Молтке“.

### Интерниране, потопяване в Скапа Флоу и изваждане
„Хинденбург“ така и не успява да участва в бойните действия. Според условията на примирието крайцерът подлежи на интерниране и в състава на Флота на откритото море, на 19 ноември 1918 г., преминава в британската база Фърт ъф Форт, а след това, на 24 ноември 1918 г. в Скапа Флоу, където и е интерниран.
На 21 юни 1919 г. „Хинденбург“, заедно с останалите немски кораби, е потопен от своя екипаж. Независимо от картечния огън на британците, опитващи се да предотвратят потопяването, той в 17:00 последен ляга на дъното на половин миля западно от остров Кава. Но, за разлика от болшинството други кораби, той не се преобръща и ляга практически на равен кил на дълбочина около 22 метра. При това водата по време на отлив над юта е около 9 метра, а над носовата част 3 метра, и надстройката излиза изпод водата до лодъчната палуба.
Комисията от британското адмиралтейство, обследваща потопените германски кораби, стига до извода, че изваждането им е невъзможно. Миноносците лежат на дъното, легнали един върху друг, а технология за изваждане на толкова големи кораби, като линкорите и линейните крайцери, по онова време въобще не съществуват. Лежащия на дъното флот е изкупен от търговеца на скрап Ърнест Франк Кокс.
Той няма опит по изваждане на кораби от дъното на морето, за това съставя прост, от негова гледна точка, план: с помощта на наличния в негово разпореждане немски плаващ док той ще вдигне от дъното миноносците, след това ще отреже кулите на „Хинденбург“ и, с продажбата на получения метал, ще осигури капитал за вдигането на неговия корпус. Поначало нещата при него вървят достатъчно успешно. Разрязва наполовина плаващия док, и използва двете половинки за подем на миноносците. Преодолявайки някои трудности и придобивайки опит, екипът му решава да пристъпи към подема на крайцера.
Водолази поставят над 800 кръпки, затваряйки всички отверстия. Затапен е даже коминът с гигантска тапа с площ 78 м², направена от два слоя дъски с дебелина по 76 мм, скрепени с дузина т-образни балки. Херметичността на тапите се осигурява чрез кълчища и напоено с мазнина дебело платно. Водолазите работят от май до август 1926 г., след което е направен първия опит за подем от дъното. Купувайки още един док и разрязвайки го като наличния, Кокс решава да използва четирите половинки от немските плаващи докове за отстраняване на крена по бордовете след изпомпване на водата. Изпомпването на водата започва на 26 август 1926 г., и след пет дена палубата се появява на повърхността. Но кренът достига 40° и продължава да расте. Опасявайки се от преобръщане, спират изпомпването на водата, и „Хинденбург“ ляга обратно на дъното.
На 2 септември е предприет втория опит, но и той завършва с неуспех. Корабът се люлее от борд на борд, и поради лошото време и прекъсвания в подаването на електроенергията към помпите операцията пак е отменена. Работите над „Хинденбург“ са временно отложени. И към следващия опит за изваждане пристъпват чак след като извадени на повърхността линейните крайцери „Молтке“, „Зайдлиц“ и линкора „Кайзер“.
През януари 1930 г. работите са възобновени. Към 15 юли 1930 г. са заменени 300 от кръпките и започва изпомпването на водата. Носовата част се появява на повърхността, но поради възникнал крен по десния борд корабът пак е потопен. Но изваждането на „Хинденбург“ от дъното става за Кокс вече въпрос на чест. За това, когато на 24 юли 1930 г. крайцерът е изваден на повърхността, на неговия борд стъпва Кокс съпроводен от съпругата му и неговата дъщеря. Това е единствения път, когато Кокс кани близките си на изваден от него кораб.
„Хинденбург“ е отбуксиран в залива Нил. Тук неговата конструкция е изучена от специалисти на британския корабостроителен отдел. След обследването „Хинденбург“, на 23 август 1930 г., е отбуксиран в Розайт и в течение на 1931 – 1932 г. е разкомплектован за метал. Корабната камбана на „Хинденбург“, на 17 август 1936 г., е тържествено предадена на Германия и на борда на лекия крайцер „Нептун“ е доставена в родината. Тя е поставена на борда на джобния линкор „Дойчланд“. На 28 май 1956 г. същата камбана е предадена на военноморските сили на ФРГ.

## Коментари
1. ↑  Акронимът „SMS“ – е от на немски: Seiner Majestat Schiff – Кораб на Негово Величество.
2. ↑  В официалната немска класификация от онова време няма понятието „линеен крайцер“ (на немски: Schlachtkreuzer), и той, заедно с броненосните крайцери е класифициран като „голям крайцер“ (на немски: Großer Kreuzer)
3. ↑  Крайцерите, допълващи флота до 20, при залагането си получават буквени индекси. Така „Зайдлиц“, като 19-ти, получава индекса „J“, а следващият след него, като 20-ти „Дерфлингер“ – индекса „K“. След „Дерфлингер“, за да не се превиши бройката 20, всички последващи крайцери трябва да влизат в строй към смяната на вече наличен кораб. За това при залагането си те получават имената „Ерзац“ (от немското „замяна“) + „Името на заменяемия кораб“. Така например следващият след „Дерфлингер“ „Лютцов“ получава при залагането си името „Ерзац Кайзерин Аугуста“, тъй като влиза в строй вместо крайцера „Кайзерин Аугуста“.
4. ↑  В англоезичната литература.
5. ↑  Дължина в калибри: в германския флот, както и във флотите на Австро-Унгария, Русия и САЩ, – разстоянието от казения до дулния срез.
6. ↑  По данни на Мужеников, Hildebrand дава друга дата – 1 октомври.
7. ↑  В СССР и Русия съответства на званието капитан 1-ви ранг.
8. ↑  В СССР и Русия съответства на званието капитан 3-ти ранг.